# Patricia Reus
Patricia Reus (Murcia, 8 de febrero de 1975) es una arquitecta, investigadora, académica y docente española. Su trabajo ha sido reconocido en la Bienal Española de Arquitectura y Urbanismo y en la Bienal de Arquitectura de Venecia.

## Trayectoria
Reus comenzó a colaborar con estudios de arquitectura en 1994 en Murcia. Se graduó de arquitecta en la Escuela Técnica Superior de Arquitectura de Valencia en el 2000. A partir de este año, comenzó a trabajar en estudios de arquitectura de Cartagena, hasta 2002, cuando fundó su propio estudio Blancafort-Reus Arquitectura, junto a Jaume Blancafort con sede en Murcia y Barcelona.
Cursó el máster en Arquitectura y Urbanismo Sostenible por la Universidad de Alicante. Más tarde, se doctoró en arquitectura en la esa misma universidad, donde recibió el Premio Extraordinario de Doctorado por la investigación que realizó para su tesis doctoral titulada: La forma en la ciudad cívica. Evolución del barrio de Vistabella, Murcia, España (1941-2016). De la aldea periférica a la aldea expandida.
Su obra se caracteriza por crear espacios confortables para la vida cotidiana a través del uso de materiales, el espacio y la luz. Entre sus trabajos destacan: Chillida Lantoki en Legazpi, Casa para tres Hermanas en Bullas, una vivienda unifamiliar en Port de la Selva o en La Garriga, así como, proyectos para el Aeropuerto de Reus.  
Desde 2010 es profesora de proyectos arquitectónicos del departamento de Arquitectura y Tecnología de la Edificación en la Escuela Técnica Superior de Arquitectura y Edificación, perteneciente a la Universidad Politécnica de Cartagena (UPCT). También, es investigadora principal y codirige el grupo de I+d del Contemporary City and Architectura Design de la UPCT, junto a Blancafort, donde las líneas de trabajo son la sostenibilidad, la participación y los cuidados en la arquitectura y el urbanismo contemporáneos.
Desde 2025 es académica de número de la Real Academia de Bellas Artes Santa María de la Arrixaca de Murcia.
Su trabajo se ha expuesto en países como España, Gran Bretaña, Francia, Suecia, Italia, Eslovenia, Argentina, Chile, Bolivia, Colombia y México. También, se ha publicado en medios especializados de arquitectura como AR, Detail, AV, A+U, Nexus, Domus, ON o Pasajes; así como en periódicos o programas de RTVE, BBC o Netflix.

## Reconocimientos
En 2011 ganó dos premios AJAC (Asociación de Jóvenes Arquitectos Catalanes), uno por Chillida Lantoki en Legazpi, en la categoría de obra construida en espacio museístico, y otro por Casa para tres Hermanas en Bullas, en la categoría proyecto de vivienda. Este último trabajo, además, ganó en 2012 el AR+D de Arquitectura Emergente otorgado por la Architectural Review, y en 2013, fue finalista de los Premios FAD de Arquitectura e Interiorismo y exhibido en la Bienal de Arquitectura de Venecia.
Recibió el Premio Regional de Arquitectura Interior otorgado por la Región de Murcia por su trabajo Casa P+M en 2017. Al año siguiente, en 2018, fue premiada por su libro La participación en la construcción de la ciudad, en la Bienal Española de Arquitectura y Urbanismo. Además, la intervención paisajística que realizó en la Casa del Avión en el entorno de Sierra Espuña, junto con Blancafort, fue una de las diez obras seleccionadas para el premio europeo Architectural Heritage Intervention (AHI) en 2023, y seleccionada para los Premios Arquitectura  Española.
En 2024, recibió el Premio Cultura Cartagena por su labor a cargo del grupo de investigación Contemporary City and Architectura Design, junto con Blancafort. Este galardón, otorgado por la Universidad Politécnica de Cartagena, reconoce la trayectoria investigadora, docente y profesional en relación a la ciudad de Cartagena. Ese mismo año también fue premiada en la XVI Bienal Española de Arquitectura y Urbanismo, en la categoría de Investigación y Difusión, por su colección de artículos escritos para el periódico español La Verdad.